# Athanásios Pafílis
Athanásios Pafílis (en grec moderne : Αθανάσιος Παφίλης), né le 8 novembre 1954, est un homme politique grec. 

## Biographie
Il est élu en juin 1989 au parlement national, et réélu en octobre puis en avril de l'année suivante. Il rejoint le parti communiste grec KKE en juillet 1991, devenant membre du comité central. Il est député européen de 2004 à 2009  et siège au sein du groupe de la Gauche unitaire européenne/Gauche verte nordique. Réélu en 2009, il démissionne à la suite de son élection au Parlement grec. Il est réélu en mai et juin 2012, et en janvier 2015 dans la deuxième circonscription d'Athènes.